# Meloe afer
Meloe afer là một loài bọ cánh cứng trong họ Meloidae. Loài này được Bland miêu tả khoa học năm 1864.